# Alianza Una Bermudas
La Alianza Una Bermudas (inglés: One Bermuda Alliance) es un partido político de Bermudas.

## Resultados electorales
| Año  | Votos  | %     | Escaños | +/- | Posición | Gobierno         |
| ---- | ------ | ----- | ------- | --- | -------- | ---------------- |
| 2012 | 15.949 | 51,70 | 19/36   | 5a  | 1º       | Mayoría absoluta |
| 2017 | 13.837 | 40,62 | 12/36   | 7   | 2º       | Oposición        |
| 2020 | 8.314  | 32,27 | 6/36    | 6   | 2º       | Oposición        |

a Respecto al resultado de UBP en 2007.